# Iglesia de la Natividad de Nuestra Señora (Añua)
La iglesia de la Natividad de Nuestra Señora, en Añua, en el municipio de Elburgo (Álava, País Vasco, España), es un templo rural levantado en diversas etapas arquitectónicas cuyo elemento más destacado es su bello ábside del siglo XIII Protogótico de transición desde el Románico. Constituye un ejemplo singular de la arquitectura de esta época y este estilo en Álava.

## Descripción
El templo, que posee una tradición de hito peregrino del antiguo Camino de Santiago Vasco del Interior, presenta planta de una única nave con dos tramos, que cierra una cebecera compuesta de presbiterio y ábside ochavado de cinco paños. En la zona septentrional están la capilla lateral y la sacristía, espacios hoy comunicados. En el lado sur se sitúan el pórtico de acceso y la torre. Se accede al mismo cruzando un pequeño puente de piedra de un ojo.

### Exterior

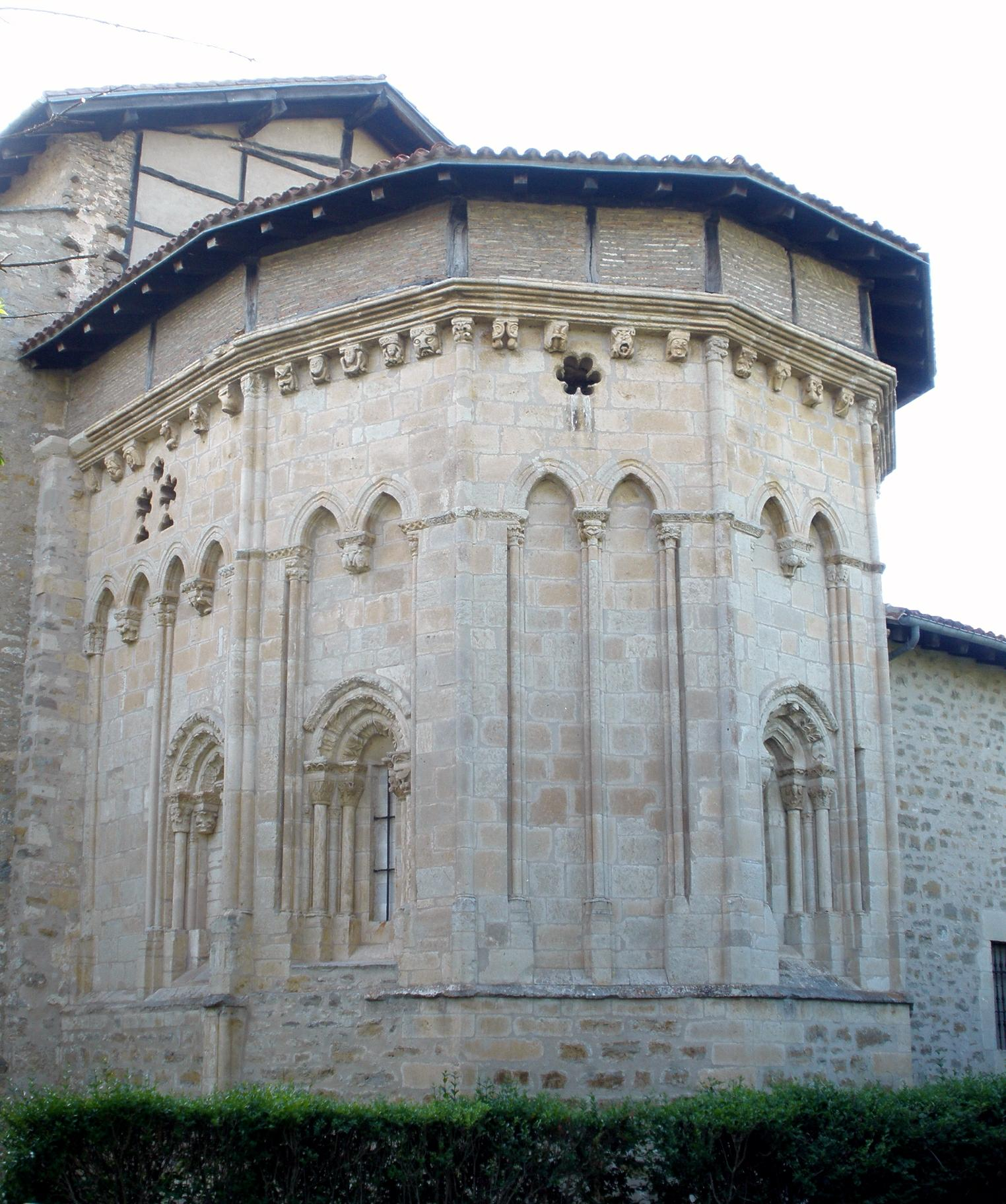
Ábside y presbiterio protogóticos

El ábside del siglo XIII, junto con el exterior del presbiterio de la misma época, con el que forma un único conjunto artístico, es el elemento más antiguo del edificio; las demás partes arquitectónicas fueron superponiéndose o añadiéndose a la fábrica original en posteriores centurias. Esta estructura, única en el arte alavés, imprime fuerte sentido ascensional al conjunto.
El conjunto de ábside y presbiterio se configura como una estructura poligonal de siete lados que en su lado norte permanece mayormente oculta tras la sacristía. El muro norte del presbiterio y el último ochavo del ábside desaparecieron al serles adosada dicha dependencia. Esta cabecera fue construida en sillería con basamento de mampostería y su traza es ya gótica, aunque la configuración de los elementos todavía evoca el arte románico.
 

Conectados en las aristas que decoran finas columnillas adosadas, los paños absidales se presentan ornamentados con arquillos apuntados ciegos agrupados por parejas y apeados en finos baquetones. Los arcos gemelos impares carecen de mainel y sustentan su doble dovela central en ménsulas decoradas. En los arcos pares, estas dovelas apean en una columnilla central de las mismas características que las de los lados. Tres de los paños (el meridional del presbiterio y el primero y el tercero del ábside) cubren, en la parte inferior, vanos abiertos por ventanales, también apuntados y abocinados. Estos ventanales, que preservan muchos elementos románicos, aparecen profusamente decorados con temática mixta: iconografía y simbología de tradición románica (personajes, animales, seres fantásticos, flores estrelladas) se combinan con motivos vegetales propios del período de transición al gótico. En la parte superior, toda la cornisa, hecha con piedra moldurada, es recorrida por una serie de canecillos románicos. A esta cornisa primitiva se le superpuso una de ladrillo en reformas posteriores.

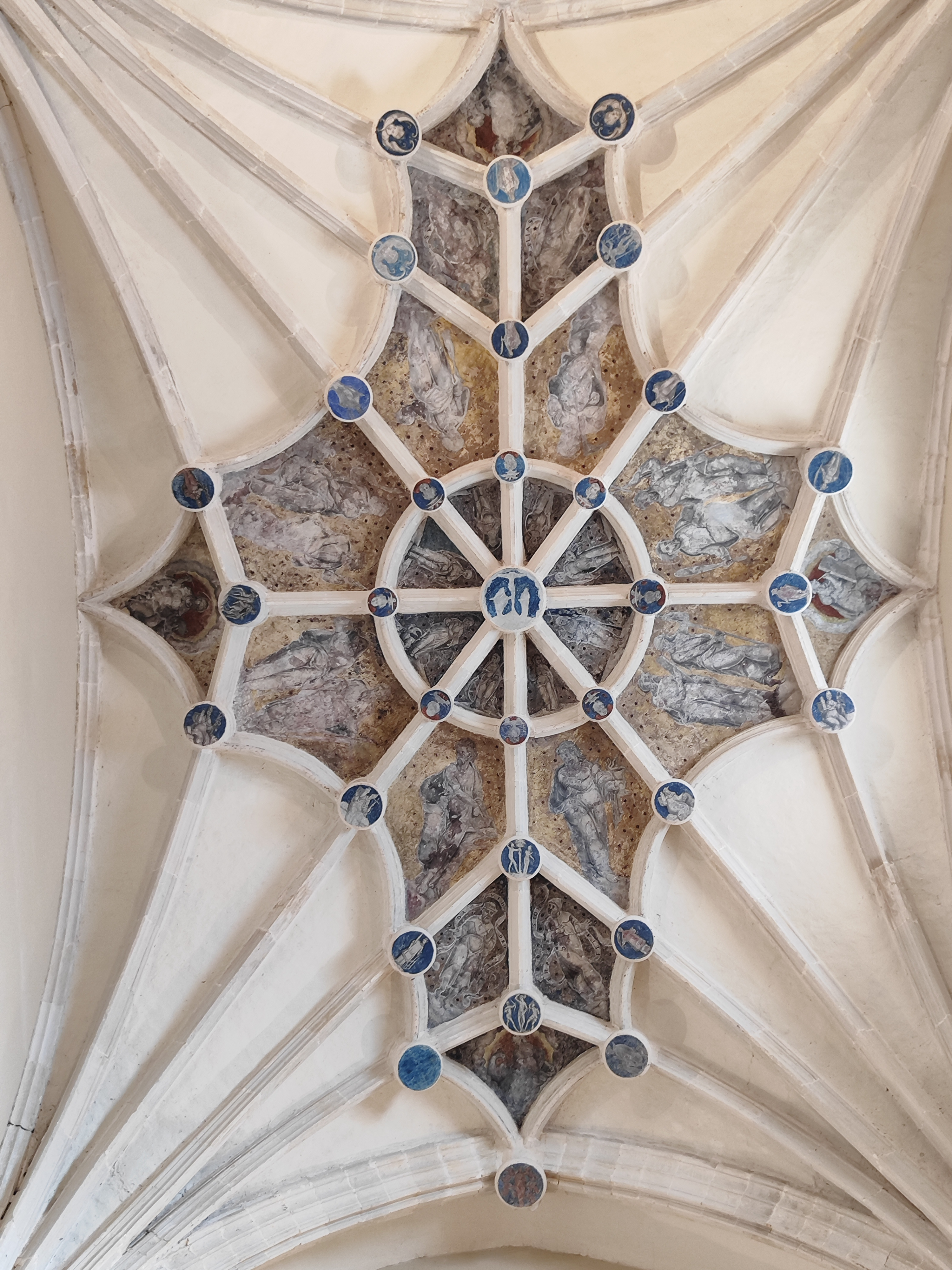
Claves de bóveda

### Interior
En el interior del templo, la nave se conecta con el presbiterio y este con el ábside mediante dos arcos torales ojivales que voltean en pilastras con columnas adosadas y decoradas con capiteles florales y zoológicos. 

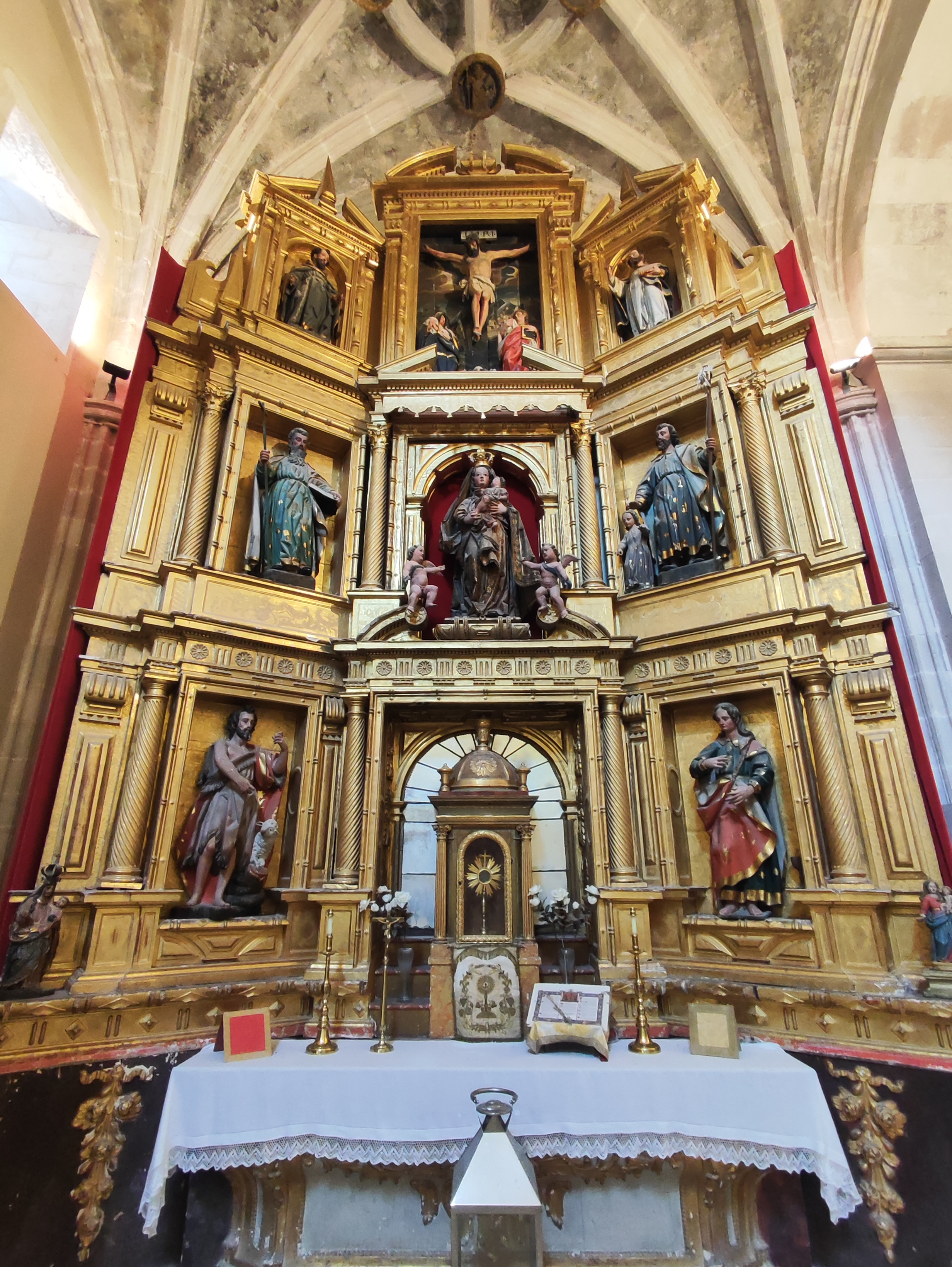
Retablo Mayor

Si la cabecera, ábside y presbiterio, se remontan al siglo XIII avanzado, el resto del cuerpo del templo fue rehecho en el siglo XVI, en época renacentista. A este período corresponden el tramo central y el coro a los pies, que recubren bóvedas nervadas con claves y cuyos plementos presentan unas pinturas de grisalla con vírgenes, apóstoles y santos. Gótico-renacentista es también la capilla de los Otazu-Guevara, o de San Sebastián. 

La portada de acceso al templo, bajo pórtico y formada por tres arquivoltas baquetonadas y apuntadas con mínima decoración, es gótica, del siglo XV. La sacristía fue edificada a principios el siglo XVII. La torre original fue levantada en el último tercio del siglo XVI por los canteros Martín de Elguea y Hernando de Argandoña, dos canteros locales. En 1759, su ruinoso estado requirió una intervención de urgencia que fue llevada a cabo por Juan de Echavarría, Domingo de Aguirre y Francisco de Arrilucea, dando como resultado una torre de dos cuerpos, el inferior cuadrado y el superior octogonal.

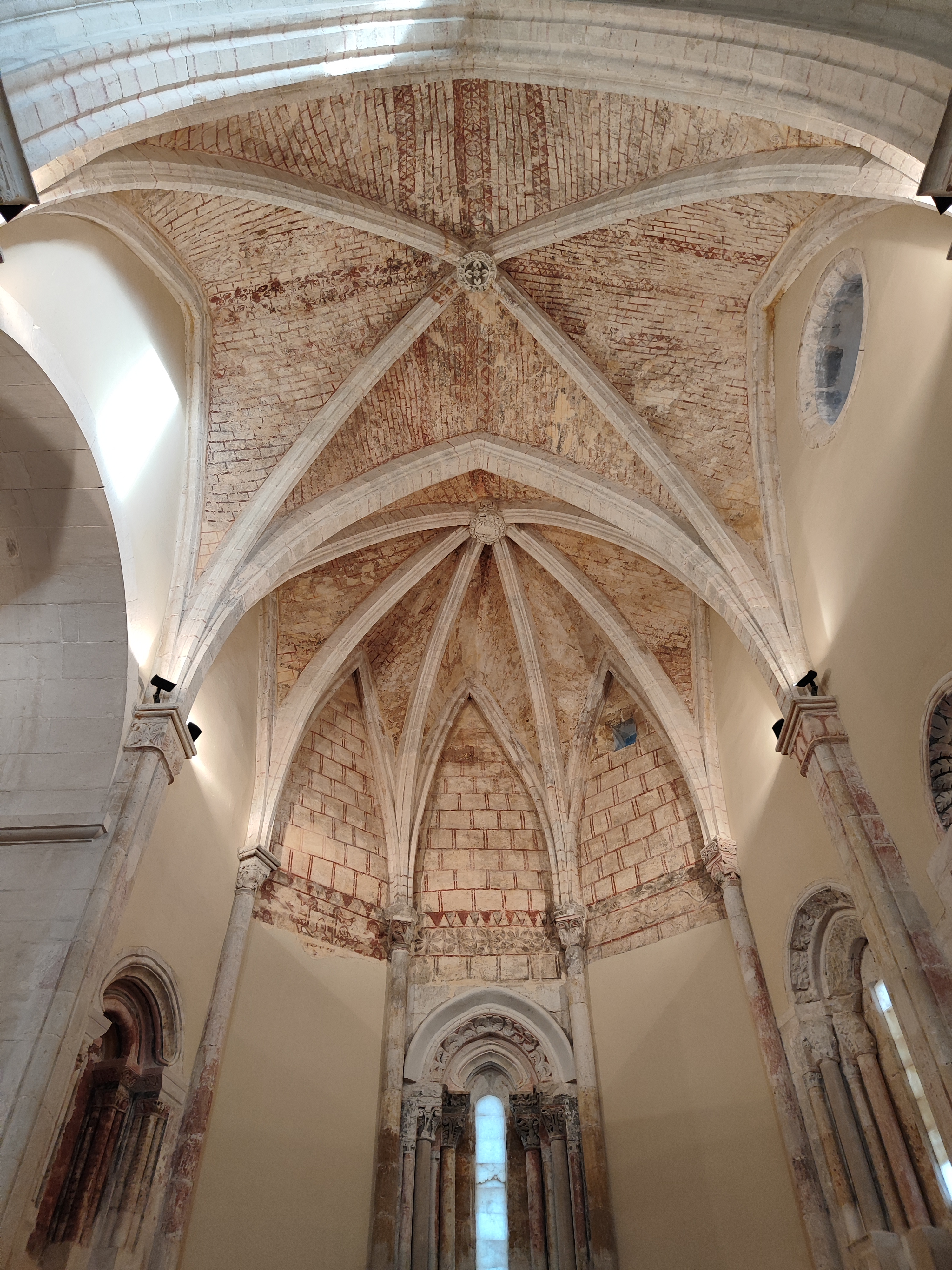
Pinturas medievales

El retablo Mayor, dorado y de tres cuerpos, se adscribe al primer barroco del primer tercio del siglo XVII. En sus tres calles se ubican imágenes de los Santos Juanes, San Joaquín, la Virgen María (titular del templo y colocada por tanto en la parte central), San José, Santo Domingo, San Francisco y, en la parte superior, el Calvario. Hoy el retablo se encuentra en la capilla de los Otazu-Guevara. 
Los retablos laterales, situados a los pies de la iglesia, están dedicados a la Virgen del Rosario y a Santa Catalina; son obras plenamente barrocas, de finales del siglo XVII. Merece especial atención el tríptico de San Sebastián, en el presente sacado de la capilla a la que pertenecía para dejar espacio al retablo Mayor, con esculturas y pinturas de mediados del siglo XVI.
En la restauración de los años noventa del siglo XX se descubrieron una serie de pinturas medievales que cubren las bóvedas y parte de los muros de la cabecera. En los plementos de las bóvedas se aprecian, además de unos despieces de sillares en color rojo, algunas franjas decorativas con estrellas y flores inscritas en círculos. Los muros se cubren con un despiece más amplio, posiblemente anterior, en rojo y en negro. Una cenefa de motivos geométricos y vegetales recorre los muros a modo de imposta y, debajo, se conserva una escena incompleta compuesta por algunas figuras de soldados defendiendo un castillo, tema igualmente tratado en la iglesia de Alaiza. Las ventanas también acogen una interesante policromía con tonos amarillos, rojos y negros, que cubren la labor de escultura y además dan un efecto marmóreo a las columnas.